# Championnats de France de semi-marathon
 (janvier 2022).
La mise en forme du texte ne suit pas les recommandations de Wikipédia : il faut le « wikifier ».
Les points d'amélioration suivants sont les cas les plus fréquents. Le détail des points à revoir est peut-être précisé sur la page de discussion.
- Les titres sont pré-formatés par le logiciel. Ils ne sont ni en capitales, ni en gras.
- Le texte ne doit pas être écrit en capitales (les noms de famille non plus), ni en gras, ni en italique, ni en « petit »…
- Le gras n'est utilisé que pour surligner le titre de l'article dans l'introduction, une seule fois.
- L'italique est rarement utilisé : mots en langue étrangère, titres d'œuvres, noms de bateaux, etc.
- Les citations ne sont pas en italique mais en corps de texte normal. Elles sont entourées par des guillemets français : « et ».
- Les listes à puces sont à éviter, des paragraphes rédigés étant largement préférés. Les tableaux sont à réserver à la présentation de données structurées (résultats, etc.).
- Les appels de note de bas de page (petits chiffres en exposant, introduits par l'outil «  Source ») sont à placer entre la fin de phrase et le point final[comme ça].
- Les liens internes (vers d'autres articles de Wikipédia) sont à choisir avec parcimonie. Créez des liens vers des articles approfondissant le sujet. Les termes génériques sans rapport avec le sujet sont à éviter, ainsi que les répétitions de liens vers un même terme.
- Les liens externes sont à placer uniquement dans une section « Liens externes », à la fin de l'article. Ces liens sont à choisir avec parcimonie suivant les règles définies. Si un lien sert de source à l'article, son insertion dans le texte est à faire par les notes de bas de page.
- La présentation des références doit suivre les conventions bibliographiques. Il est recommandé d'utiliser les modèles {{Ouvrage}}, {{Chapitre}}, {{Article}}, {{Lien web}} et/ou {{Bibliographie}}. Le mode d'édition visuel peut mettre en forme automatiquement les références.
- Insérer une infobox (cadre d'informations à droite) n'est pas obligatoire pour parachever la mise en page.

Pour une aide détaillée, merci de consulter Aide:Wikification.
Si vous pensez que ces points ont été résolus, vous pouvez retirer ce bandeau et améliorer la mise en forme d'un autre article.
Les Championnats de France de semi-marathon sont organisés tous les ans par la Fédération française d'athlétisme (FFA). Ils sacrent le meilleur coureur et la meilleure coureuse de France de semi-marathon.
Créé en 1992, ils firent suite à l'organisation du championnat de France qui existait au moins depuis 1984.

## Lieux et dates des Championnats de France
- 2023 : Belfort le 24/09/2023. Vainqueurs : Corentin Le Roy et Mélody Julien.
- 2022 : Saint-Omer le 18/09/2022. Vainqueurs : Florian Carvalho et Mélody Julien[1].
- 2021 : Les Sables d'Olonne le 19/09/2021. Vainqueurs : Yohan Durand et Mekdes Woldu
- 2020 : Les Sables d'Olonne le 20/09/2020. Édition annulée le 27/07/2020 en raison de la pandémie de Covid-19.
- 2019 : Vannes le 15/09/2019. Vainqueurs : Julien Devanne et Cécilia Mobuchon[2].
- 2018 : Saint-Omer le 28/10/2018. Vainqueurs : Azeddine Habz et Fadouwa Ledhem[3]
- 2017 : Bourg-en-Bresse le 12/03/2017. Vainqueurs : Jean-Damascène Habarurema et Fanny Pruvost[4]
- 2016 : Marcq-en-Barœul le 02/10/2016
- 2015 : Fort-de-France le 04/10/2015
- 2010 : Saint-Pol-Morlaix le 31/10/2010
- 2009 : Cavaillon le 21/09/2009
- 2008 : Lyon le 21/09/2008
- 2007 : Les Sables-d'Olonne le 26/05/2007
- 2006 : Roanne le 16/09/2006
- 2005 : Auxerre le 03/07/2005
- 2004 : La Courneuve le 05/09/2004
- 2003 : Chassieu le 14/09/2003
- 2002 : Saint-Pol-Morlaix le 27/10/2002
- 2001 : Belfort-Montbéliard le 23/09/2001
- 2000 : Phalempin le 18/06/2000
- 1999 : Auray-Vannes le 12/09/1999
- 1998 : Grenoble le 13/09/1998
- 1997 : Saint-Denis le 07/09/1997
- 1996 : Dès lors, on passa sur une épreuve commune à toutes les catégories, ainsi les championnats eurent lieu à Perpignan le 26/05/1996
- 1995 : 2 épreuves furent organisés en 1995, les Juniors/espoirs et Séniors coururent à Lille le 02/09/1995 Tandis que les Vétérans courent à Ivry-sur-Seine le 14/04/1995
- 1994 : 2 épreuves furent organisés en 1994, les Juniors/espoirs et Séniors coururent à Belfort-Montbéliard le 04/09/1994 Tandis que les Vétérans courent à Luxeuil les Bains le 29/05/1994
- 1993 : 2 épreuves furent organisés en 1993, les Juniors/espoirs et Séniors coururent à Nuaillé le 12/09/1993 Tandis que les Vétérans courent à Aulnoye-Aymeries le 06/06/1993
- 1992 : 2 épreuves furent organisés en 1992, les Juniors/espoirs et Séniors coururent à Ay-Champagne le 30/08/1992 Tandis que les Vétérans courent à Thann le 30/05/1992

## Statistiques de participations (partiel)
- 1992 : 797 classés dont 203femmes à Ay-Champagne et 524 classés dont 138 femmes à Thann

## Podiums (partiel)
Voici la liste des podiums par édition :
| 1992 - Ay-Champagne, le 30/08/1992 |                        |                       |                 |
| Place                              | Nom                    | Club                  | Performance     |
| Toutes Catégories Masculins        |                        |                       |                 |
| 1er                                | Tony Rapisarda         | ASPTT Lille           | 1 h 02 min 47 s |
| 2e                                 | Philippe Remond        | CS Noisy le Grand     | 1 h 03 min 03 s |
| 3e                                 | Bertrand Itsweire      | C Marignane SA        | 1 h 03 min 20 s |
| Toutes Catégories Féminines        |                        |                       |                 |
| 1re                                | Maria Rebelo           | A 3 Tours             | 1 h 12 min 12 s |
| 2e                                 | Annick Clouvel         | C 42 St Etienne       | 1 h 12 min 52 s |
| 3e                                 | Odile Ohier            | C Marignane           | 1 h 13 min 21 s |
| Jeunes                             |                        |                       |                 |
| Espoir Homme                       | Chadli Mastouri        | APJS Paris            | 1 h 08 min 48 s |
| Espoir Dame                        | Gaëlle Houitte         | Rimou AC              | 1 h 19 min 23 s |
| Junior Homme                       | Denis Badel            | ASPTT Lyon            | 1 h 11 min 06 s |
| Junior Dame                        | Sylvie Maurieres       | E AS Union-US Fronton | 1 h 30 min 27 s |
| Vétérans (à Thann le 30/05/1992)   |                        |                       |                 |
| Vétéran 1 Homme                    | Jean-Pierre Pietrement | ASPTT Charleville     | 1 h 09 min 22 s |
| Vétéran 2 Homme                    | Maurice Le Senechal    | UAI Nogent sur Marne  | 1 h 15 min 12 s |
| Vétéran 3 Homme                    | Bernard Compere        | SC Abbeville          | 1 h 24 min 11 s |
| Vétéran 0 femme                    | Laure Blanc            | Montluçon A           | 1 h 24 min 04 s |
| Vétéran 1 femme                    | Colette Tudoce         | ACBV Les Herbiers     | 1 h 25 min 48 s |
| Vétéran 2 femme                    | Renée Choppin          | CSM La Seyne          | 1 h 35 min 24 s |